# 雅尔诺斯
雅尔诺斯（法語：Jarnosse，法語發音：[ʒaʁnɔs]）是法国卢瓦尔省的一个市镇，属于罗阿讷区。

## 地理
雅尔诺斯（46°6'32"N, 4°13'56"E）面积11.88 平方千米，位于法国奥弗涅-罗讷-阿尔卑斯大区卢瓦尔省，该省份为法国中南部省份，北起顺时针与索恩-卢瓦尔省、罗讷省、伊泽尔省、阿尔代什省、上盧瓦爾省、多姆山省和阿列省接壤。
与雅尔诺斯接壤的市镇（或旧市镇、城区）包括：维莱尔、布瓦耶、库图夫尔、屈安济耶、拉格雷勒、圣伊莱尔苏沙尔略、瑟沃兰日。
雅尔诺斯的时区为UTC+01:00、UTC+02:00（夏令时）。

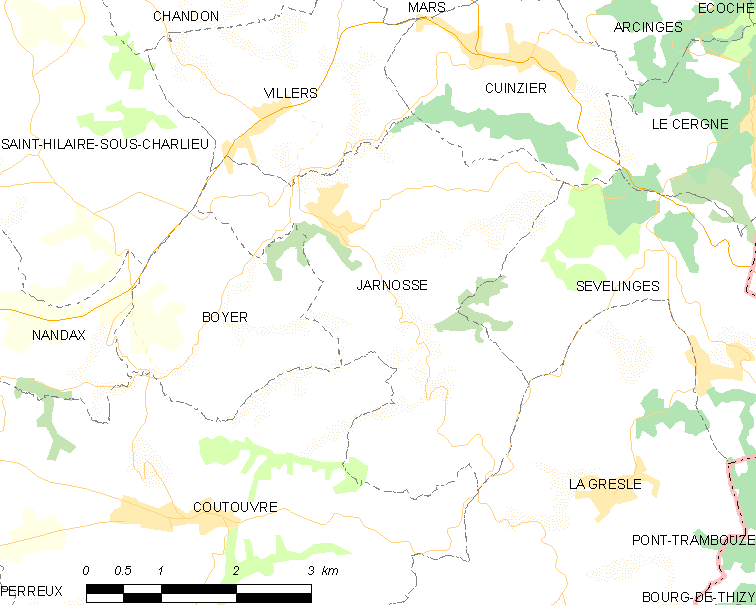
雅尔诺斯的OSM定位图

## 行政
雅尔诺斯的邮政编码为42460，INSEE市镇编码为42112。

## 政治
雅尔诺斯所属的省级选区为沙尔略县。

## 人口

1962-2008年间雅尔诺斯人口变化图示

雅尔诺斯于2022年1月1日时的人口数量为397人。